# Modelo de color CcMmYK

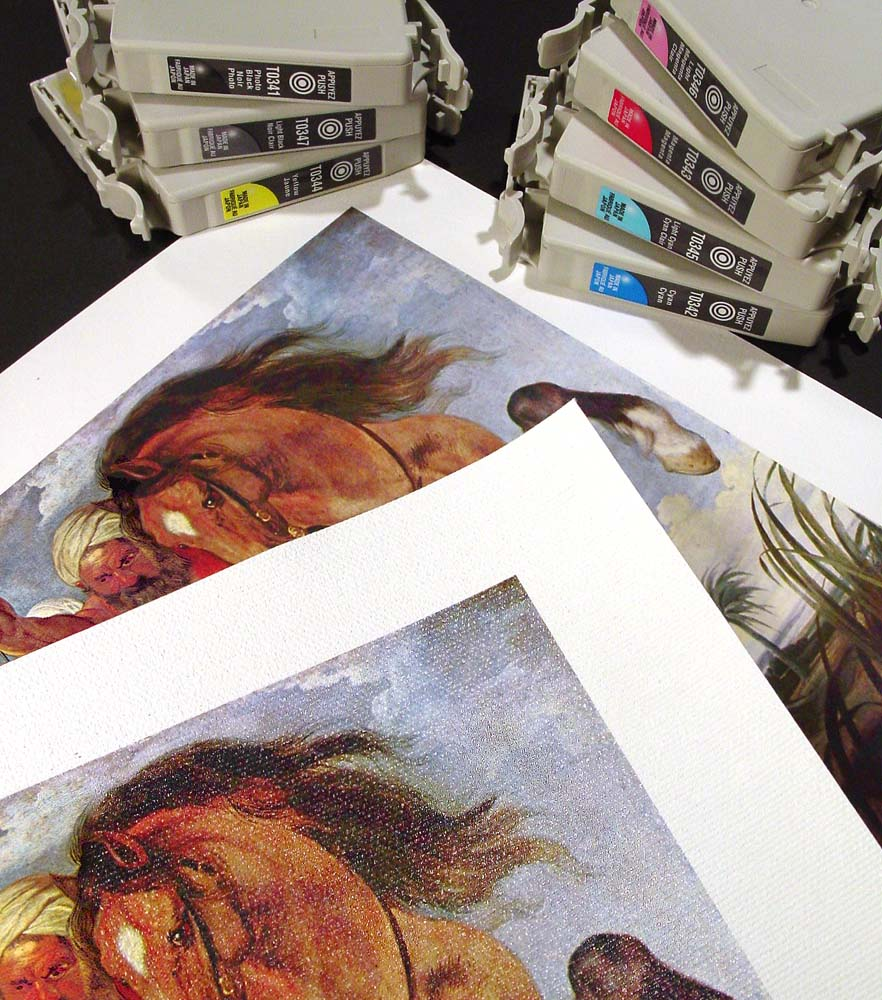
Una imagen impresa con un juego de tintas CcMmYKk, tanto en papel como en lienzo. También se muestran los cartuchos de tinta utilizados.

CcMmYK, a veces denominado CMYKLcLm o CMYKcm, es un proceso de impresión de seis colores utilizado en algunas impresoras de inyección de tinta optimizadas para la impresión de fotografías.  Complementa el proceso CMYK de cuatro colores más común, que utiliza sólo cian, magenta, amarillo y negro, agregando cian claro y magenta claro. Individualmente, el cian claro suele abreviarse Lc o c, y el magenta claro Lm o m.

## Ventajas de CcMmYK sobre CMYK
Los colorantes CcMmYK reducen la granulosidad en la región del tono medio.  Esta granulosidad reducida generalmente mejora la apariencia fotográfica de los cielos azules y algunos tonos de piel.
El resultado más notable del uso de tintas cian claro y magenta claro es la eliminación de una apariencia de puntos tramados marcada y marcada en las impresiones que utilizan tonos claros de cian o magenta producidas solo con tintas CMYK. Generalmente, cuando se imprime un color oscuro, la impresora saturará un área con puntos de tinta de color y, por el contrario, para un color claro utilizará menos puntos de tinta. La granulosidad resultante es difícil de notar con el amarillo porque el amarillo se percibe como un color muy claro, pero los puntos de tinta cian y magenta dispersos e individuales, por ejemplo en un cielo azul pálido, se pueden discernir sobre un fondo blanco.
Al utilizar cian claro y magenta claro, la impresora puede saturar áreas que normalmente utilizarían medios tonos con estas tintas para eliminar la apariencia de puntos dispersos de magenta y cian. La desventaja es que la impresora necesita aproximadamente el doble de tinta cian y magenta clara para lograr la misma saturación que si utilizara tintas cian y magenta puras. Sin embargo, el resultado es significativamente mejor para algunas imágenes.